# Olbus jaguar
Olbus jaguar is een spinnensoort uit de familie van de loopspinnen (Corinnidae).
De wetenschappelijke naam van de soort werd in 2001 gepubliceerd door Martín Javier Ramírez, Lara Lopardo & Alexandre Bragio Bonaldo.